# Организација за забрану хемијског оружја
Организација за забрану хемијског оружја (ОЗХО) (енгл. Organisation for the Prohibition of Chemical Weapons; OPCW) је међународна организација са седиштем у Хагу, Холандија.
Основна функција организације је да контролише да ли земље потписнице конвенције о забрани хемијског оружја поштују исту.
Организација је 2013. добила Нобелову награду за мир уз образложење Нобеловог комитета да је организација уз конвенцију о забрани хемијског оружја „дефинисала употребу хемијског оружја табуом по међународном праву“.

## Организациона структура
Деловање Организација за забрану хемијског оружја и њених тела је дефинисано конвенцијом о забрани хемијског оружја. Главно тело организације је конференција држава чланица која се одржава годишње свака земља чланица има једнако право гласа на конференцији. Земље чланице су углавном представљене сталним представником при организацији и углавном су у питању амбасадори држава чланица у Холандији.
На конференцији се одлучује о свим битним темама које се тичу организације, одобравању смерница, изрицању казнених мера за земљу чланицу итд. Извршни савет је извршно тело организације и састоји се од 41 државе чланице које именује конференција на двогодишњи мандат. Извршни савет се бави финансирањем организације и сарађује са генерални секретаријатом о свим питањима која се тичу конвенције. Технички секретаријат спроводи већину одлука савета и то је тело где већина запослених ради. Главне активности организације врше верификационо одељење и инспекцијско одељење.

## Инспекције

### Постројења за уништавање хемијског оружја
Инспекције се врше у свим постројењима за уништавање хемијског оружја. Инспектори врше провере успешности уништавања хемијског оружја и количине која је уништена. Што се итче угрожености инспектора на местима где се врше провере, врше се процене преко сигурносних камера.

### Индустрија
Инспектори проверавају да ли државе чланице поштују конвенцију о забрани хемијско оружја и дали су индустријске активности државе потписнице исправно декларисане у складу са преузетим обавезама из конвенције. Интензитет и учесталост инспекција зависи од типа хемикалије.

## Руководство
ОЗХО води генерални директор којег директно именује конференција држава чланица на четворогодишњи мандат. Од оснивања организације до данас било је три директора.
| Држава    | Име            | Почетак мандата |
| --------- | -------------- | --------------- |
| Бразил    | Хосе Бустани   | 13. мај 1997.   |
| Аргентина | Рохелио Филтер | 25. јул 2002.   |
| Турска    | Ахмет Узунџу   | 25. јул 2010    |

Први генерални директор организације одслужио је само једну годину свог другог мандата пошто је смењен од стране држава чланица уз образложење да нема поверење држава чланица. Међутим прави разлог Бустанијеве смене је зато што је тражио да се изврши инспекција у Ираку, тиме је сметао Сједињеним Државама и њеним плановима за инвазију Ирака. Накнадно је административни трибунал међународне организације рада пресудио да је његова смена неоснована, одређено је да се Бусанију исплати обештећење од 50.000 € и све плате за остатак мандата и правне трошкове.